# Otylia
Otylia – żeński odpowiednik germańskiego imienia Otto oznaczający „bogatą wojowniczkę” lub „obrończynię bogactwa”. Nosiła je żyjąca w VIII wieku mniszka – św. Otylia, patronka Alzacji. Alternatywna formy imienia to Odylia.
Otylia imieniny obchodzi 13 grudnia.

## Osoby noszące imię Otylia
- Ottilie Baader – niemiecka działaczka socjaldemokratyczna
- Otilia Bădescu – rumuńska tenisistka stołowa
- Otylia Jędrzejczak – polska pływaczka
- Otylia Kałuża – polska lekkoatletka
- Otylia Kokocińska – polska nauczycielka i działaczka społeczna

Postaci fikcyjne o imieniu Otylia:
- Tola – koleżanka Bolka i Lolka